# Povstání

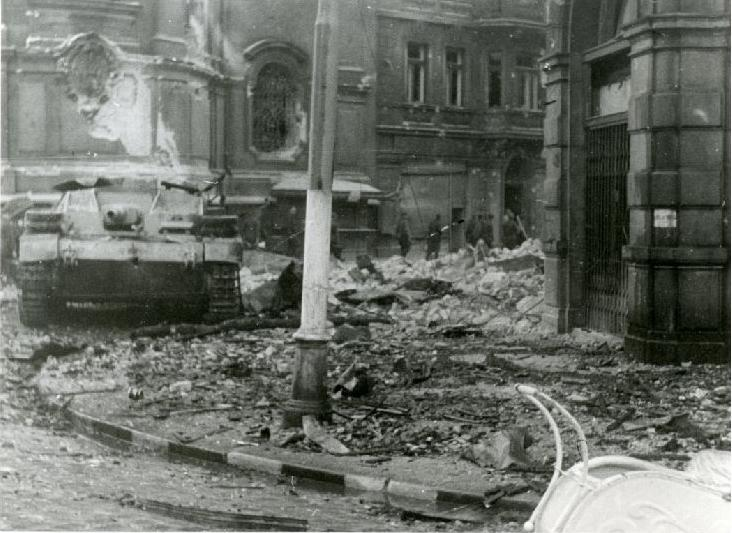
Pražské povstání, záběr Staroměstského náměstí a Pařížské ulice

Povstání, zastarale rebelie (latinsky rebellio) či pozdvižení je otevřený odpor většího množství obyvatelstva proti státní moci.

## Jiné významy (homonyma)
Ve starší češtině měl výraz povstání i druhý význam – vznik. Slovo povstání též může znamenat pohyb ze sedu do postoje (např. povstání k uctění památky).

## Charakteristiky povstání
Jako povstání je typicky označován násilný (ozbrojený) odpor (např. Rákócziho povstání, Selské povstání v českých zemích (1775), Slovenské národní povstání). Jsou tak ale někdy pojmenovávány i nenásilné formy, nazývané častěji nenásilný odpor či nenásilné hnutí odporu.
Hannah Arendtová napsala o rozdílu mezi povstáním a revolucí, že zatímco cílem povstání je pouze osvobození, cílem revoluce je ustavit svobodu.
Povstání často vypuká spontánně, není nikým řízeno, následný stav blízký k anarchii může být i dlouhodobý. Ve druhé fázi se může jednat o předem připravené akce, jež mají za cíl organizované převzetí moci. V takovýchto případech se používají termíny státní převrat, puč a revoluce, v závislosti na způsobu převzetí vlády. Příkladem předem připravovaného povstání je pražské povstání v květnu 1945, kterému předcházely spontánní akce (např. přerovské povstání).

## Povstání a mezinárodní právo
Charta spojených národů neumožňuje OSN podporovat protivládní povstalce, s výjimkou humanitární pomoci.
| „                                             | Žádné ustanovení této charty nedává organisaci Spojených národů právo, aby zasahovala do věcí, které podstatně patří do vnitřní pravomoci státu, ani nezavazuje členy, aby takové věci podrobovali řešení podle této charty; tato zásada však nebrání, aby se nepoužilo donucovacích opatření podle kapitoly VII. | “ |
| — Charta Spojených národů, kap. 1, článek 2.7 | |   |

Pokud povstalci vytvořili vlastní vládu, mohou být uznáni jako válčící; to jim dává částečnou mezinárodně právní subjektivitu. To má dosáhnout uplatnění ius in bello, od kterého se očekává, že zmírní hrůzy občanské války. Když nepřátelství skončí a nová vláda fakticky kontroluje část území země, uznání za válčícího už nepřichází v úvahu. Nyní to může být de facto režim. Taková vláda ale nemusí dosáhnout mezinárodního uznání a mohou na ni být uvaleny sankce.

## Známá povstání (výběr)

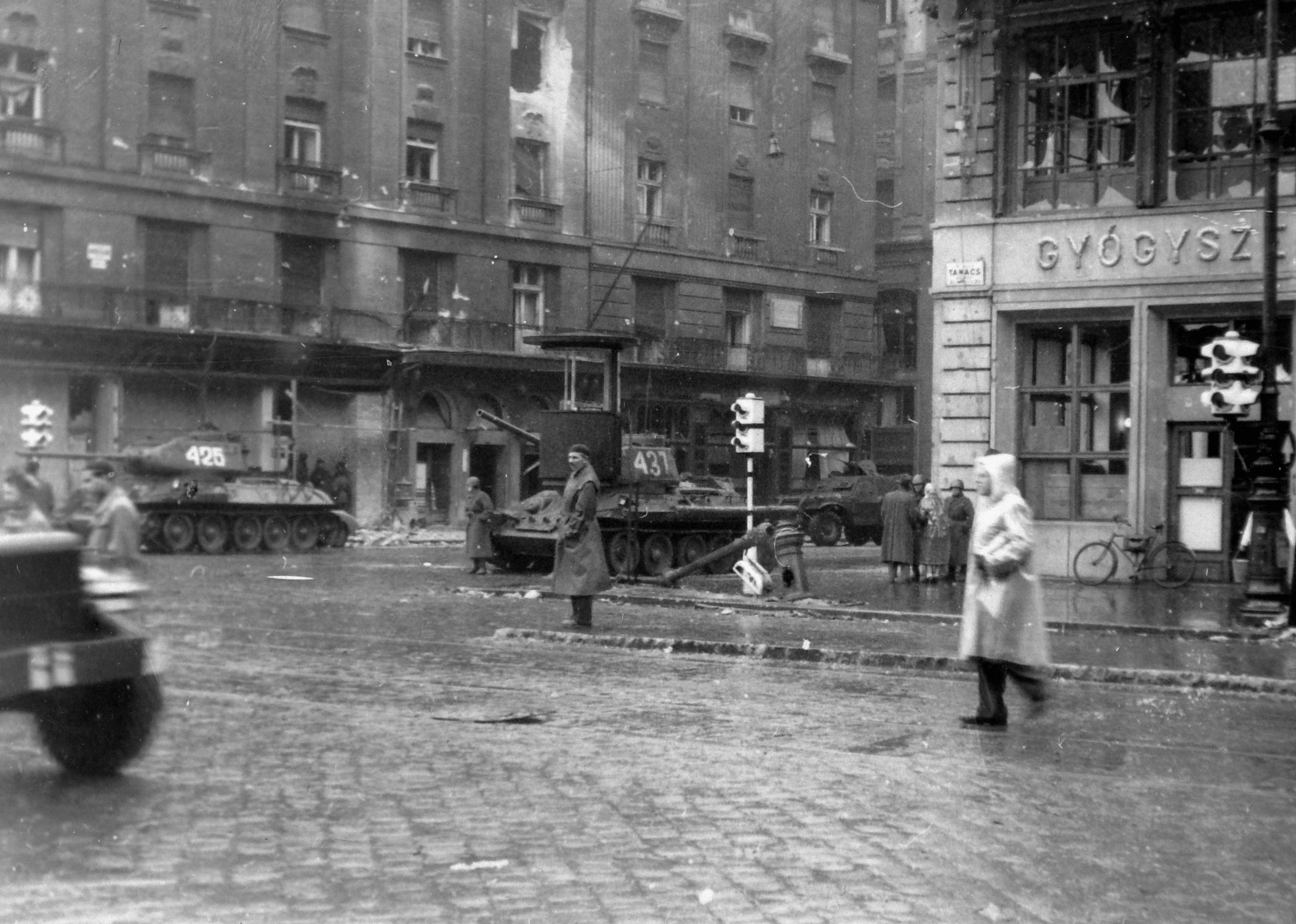
Maďarské povstání, Budapešť 1956

- Spartakovo povstání (73–71 př. n. l.)
- Chodské povstání (Čechy, konec 17. století)
- Selské povstání (východní Čechy, 1775)
- Boxerské povstání (Čína, 1899–1901)
- Varšavské povstání (1944)
- Slovenské národní povstání (1944)
- Květnové povstání českého lidu (1945)
- Maďarské povstání (1956)

## Povstání v umění (výběr)

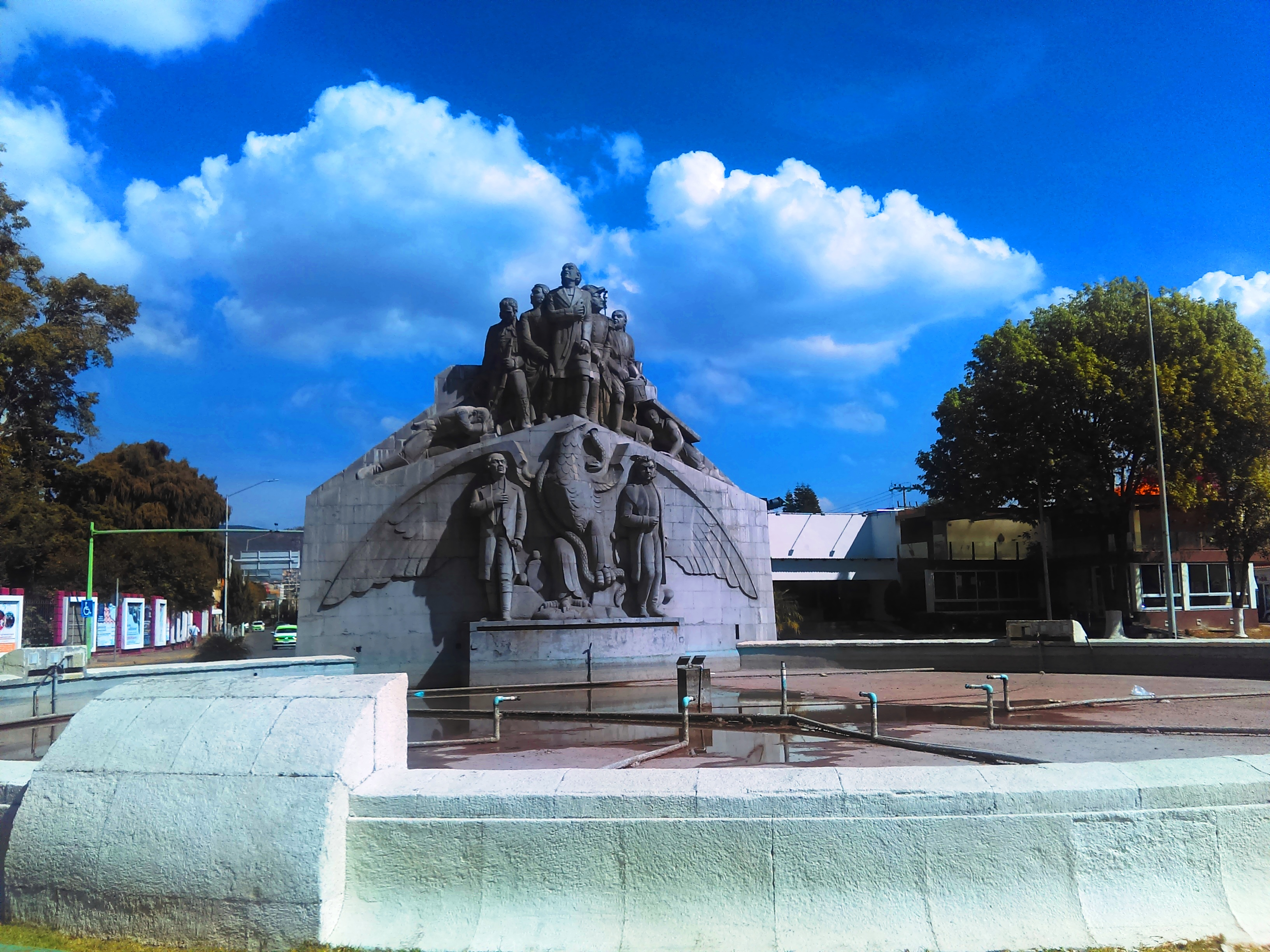
Památník povstalcům za nezávislost Mexika, Pachuca de Soto, Mexiko

Povstání byla, jsou a budou vděčným námětem mnoha uměleckých děl, proto je uvedeno jen několik příkladů:

### Výtvarné umění
- Eugène Delacroix: Svoboda vede lid na barikády (1830)
- Karel Pokorný: Sbratření (sousoší inspirované fotografií Karla Ludviga, 1947–1950)

### Film
- Němá barikáda (československý film, 1949)
- Vlčie diery (slovenský film, režie Paľo Bielik, 1948)

### Beletrie
- Alexandr Sergejevič Puškin: Kapitánská dcerka (Pugačovovo povstání 1773–1775)
- Victor Hugo: Devadesát tři (povstání ve Vendée 1793–1796)
- Michail Bulgakov: Bílá garda (občanská válka na Ukrajině)
- Josef Škvorecký: Zbabělci (květnové povstání 1945 na malém městě)